# Panonychus mori
Panonychus mori är en spindeldjursart som beskrevs av Yokoyama 1929. Panonychus mori ingår i släktet Panonychus och familjen Tetranychidae. Inga underarter finns listade i Catalogue of Life.